# 維琴河
維琴河（英語：Virgin River）是一條流經美國猶他州、內華達州與亞利桑那州的科羅拉多河之支流。維琴河長度約為162英里(261公里)。在2009年錫安國家公園一百周年慶典期間，維琴河被指定為猶他州第一條風景優美之河流。

## 歷史
已知第一支遇見維琴河的歐洲裔美國人探險隊是於1826年由傑迪戴亞·史密斯所率領的。史密斯以當時的美國總統約翰·昆西·亞當斯之名將這條河命名為「亞當斯河」。史密斯後來以托馬斯·維琴 (Thomas Virgin)的名字重新命名了這條河。